# 笹原广喜
笹原广喜（日语：／ Sasahara Hiroki，1974年4月20日—），日本男子田径运动员。他曾代表日本参加2004年和2008年夏季残疾人奥林匹克运动会田径比赛，其中2008年夏季残奥会获得一枚银牌。